# Василёво (муниципальный округ Егорьевск)
Василёво — деревня в муниципальном округе Егорьевск Московской области России. Входит в культурно-историческую местность Леоновщина.

## История
Впервые упоминается под названием Василькова Старая в 1577 году в составе Крутинской волости Коломенского уезда на реке Люболове. До середины XVI века была черной, затем отдана Иваном Грозным в поместье Захарию Желтухину, от которого перешла к И. М. Бутурлину. Угодья деревни составляли 15 чети пашни худые земли, 31 четь перелогу, 3 десятины леса по болоту и 50 копен сена.
В 1627 и 1647 годы деревня была за А. Бутурлиной. Пашня расширилась до 24 четей за счет перелога (10 чети) и перелога, поросшего лесом (11 чети), количество сена и леса осталось неизменным.
В 1678 деревня написана за стольником Б. В. Бутурлиным, а к началу XVIII века перешла к стольнику И. И. Леонтьеву, а затем к его сыну М. И. Леонтьеву.
Во второй половине XVIII века деревня была за Елизаветой Михайловной Еропкиной, женой Петра Дмитриевича Еропкина. В XIX веке деревня принадлежала Новосильцевым.
Уже в XIX веке в деревне широко развивались промыслы, чему способствовала неплодородная почва. Особенно много было бондарей и размотчиков бумаги. Бондари ходили по деревням, изготавливая и чиня деревянную посуду, а 218 из них отправлялись в отход — в Москву, Саратовскую, Астраханскую, Тамбовскую и Рязанскую губернии.
В 1885 году в деревне был кабак и водяная мельница. В 1906 году в деревне имелись 2 чайные, винная лавка, паровая (владелец — Н. Д. Мельников) и водяная мельницы. Крестьянин Я. З. Дорофейкин раздавал основы.
В 1926 году в деревне была школа 1-й ступени.
В 1931 году образован колхоз имени Кирова, в который вошли лишь 23 хозяйства из 137.
До 2015 года входила в состав сельского поселения Саввинское.
В 2015 году вошла в состав городского округа Егорьевск, образованного в том же году путем упразднения Егорьевского района и объединения всех его поселений в единый городской округ.

## Демография
В 1782 году в деревне проживало 248 человек.
Население — 161 человек (2010).
| 1859 | 1868 | 1885 | 1905 | 1926 | 2002 | 2006 |
| ---- | ---- | ---- | ---- | ---- | ---- | ---- |
| 715  | ↗739 | ↗922 | ↘859 | ↘702 | ↘91  | ↗108 |
| 2010 |      |      |      |      |      |      |
| ↗161 |      |      |      |      |      |      |